# 黎鼒
黎鼒（越南语：／，？—？），後黎朝官員。

## 生平
黎鼒是海陽上洪府唐安縣慕澤社（今海陽省平江縣新鴻社慕澤村）人，祖籍清華河中府淳祐縣老竦社（今屬清化省厚祿縣），曾祖父黎景詢是陳末大臣，因上《萬言書》勸阻好友黎伯耆，不要降明而被捕，最終死於金陵監獄。祖父黎叔顯，仕黎任諒山鎮安撫使，知軍民簿籍事。父親黎鐸任溫州同知州，贈特進金紫榮祿大夫世善伯。
黎鼒小时候以“神童”闻名乡里，并以此自得，哥哥黎鼐常常压制他。端慶元年（1505年），黎鼒和哥哥黎鼐兄弟二人一同參加會試。考第一场，黎鼒有处出错，向哥哥请教。黎鼐回拒道：“现在正在考试，如果告诉你，那还和谁比？”黎鼒大怒：“这科先让哥哥拔筹！”随后径直返乡，继续攻读。洪顺三年（1511年），黎鼒再次参加科举考试，考中二甲进士，但仍以未能考中状元为憾事。官至吏部給事中。